# Surkh Kotal
Surkh Kotal è un antico sito archeologico situato nella Battria meridionale, in quello che oggi è l'Afghanistan, vicino alla città di Pol-e Khomri, capoluogo della provincia di Baghlan.

## Descrizione
Vi si trovano costruzioni monumentali erette durante il periodo dell'impero Kushan. Ci sono inoltre enormi templi, statue di re Kushan ed inscrizioni che ricostruiscono la cronologia delle dinastie regnanti. Un'altra parte della cronologia è nota grazie all'inscrizione di Rabatak trovata poco distante.
Il sito di Surkh Kotal, scavato tra il 1952 ed il 1966 dal prof. Schlumberger della Délégation Archéologique Française en Afghanistan, è il principale sito scavato relativo all'impero Kushan. Alcune sculture presenti sono state trasferite presso il Museo Nazionale Persiano (noto anche come Museo di Kabul), mentre il resto degli oggetti sono stati trafugati da Surkh Kotal nel corso della guerra civile afgana.
I più famosi artefatti sono sicuramente le inscrizioni di Surkh Kotal, la statua di re Kanishka ed un altare del fuoco. La statua del re fu distrutta durante l'ondata iconoclasta dei Talebani a febbraio-marzo del 2001, ma è stata poi restaurata da alcuni artigiani francesi. Tutti e tre questi oggetti sono attualmente esposti presso il Museo di Kabul.
Il nome attuale del sito è stato scelto dato dall'équipe di archeologi francesi che ha effettuato i primi rilievi dei resti, ma non si tratta del nome antico, ma del nome moderno delle colline su cui sorge.
Un nome antico per il sito è stato proposto da W. B. Henning e J. D. M. Derrett sulla base di una parola contenuta in frammenti di testo trovati in situ che recita in greco "ΒΑΓΟΛΑΓΓΟ" - "BAGOLANGO" - che corrisponderebbe al nome attuale della vicina città e della sua regione, Baghlan. Sebbene la scrittura del testo sia greca, non si sa con certezza se questa parola sia effettivamente il nome del sito o semplicemente un'altra parola per qualcos'altro. Gli autori propongono che questa lingua sia probabilmente il dialetto iraniano locale e confrontano la parola con l'iraniano antico baga-danaka, che significa "tempio/santuario".

## Le iscrizioni
Le iscrizioni di Surkh Kotal sono state tradotte in inglese da János Harmatta. In origine erano scritte in lingua battriana ed in greco. Esistono anche altre possibili interpretazioni del suo significato.

## Resti archeologici

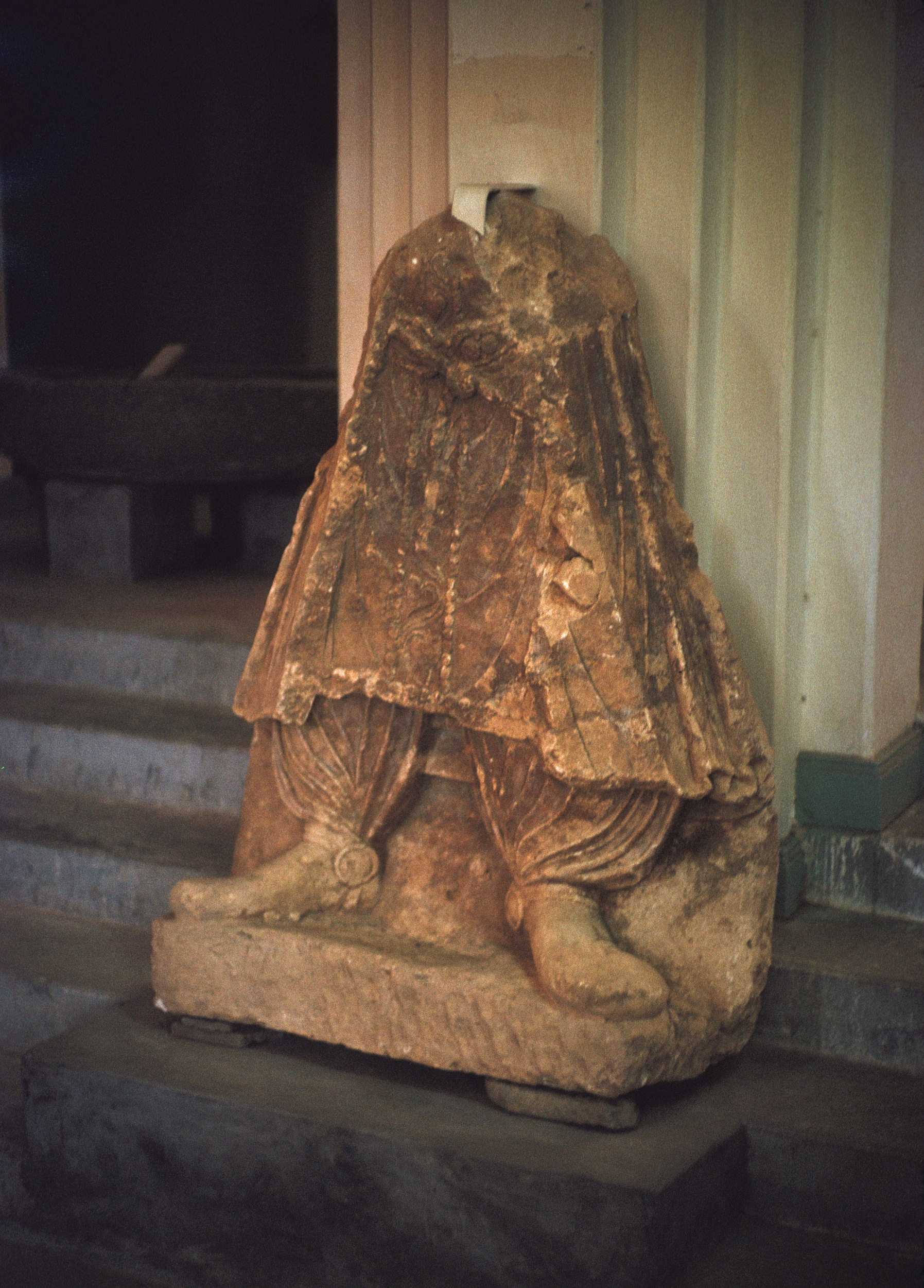
Resti di una statua, probabilmente rappresentazione del sovrano Kanishka
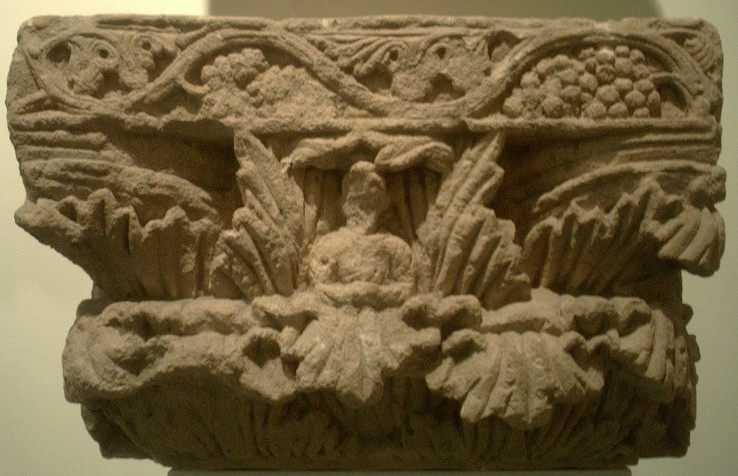
Capitello di colonna da Surkh Kotal, con al centro la figura di Buddha
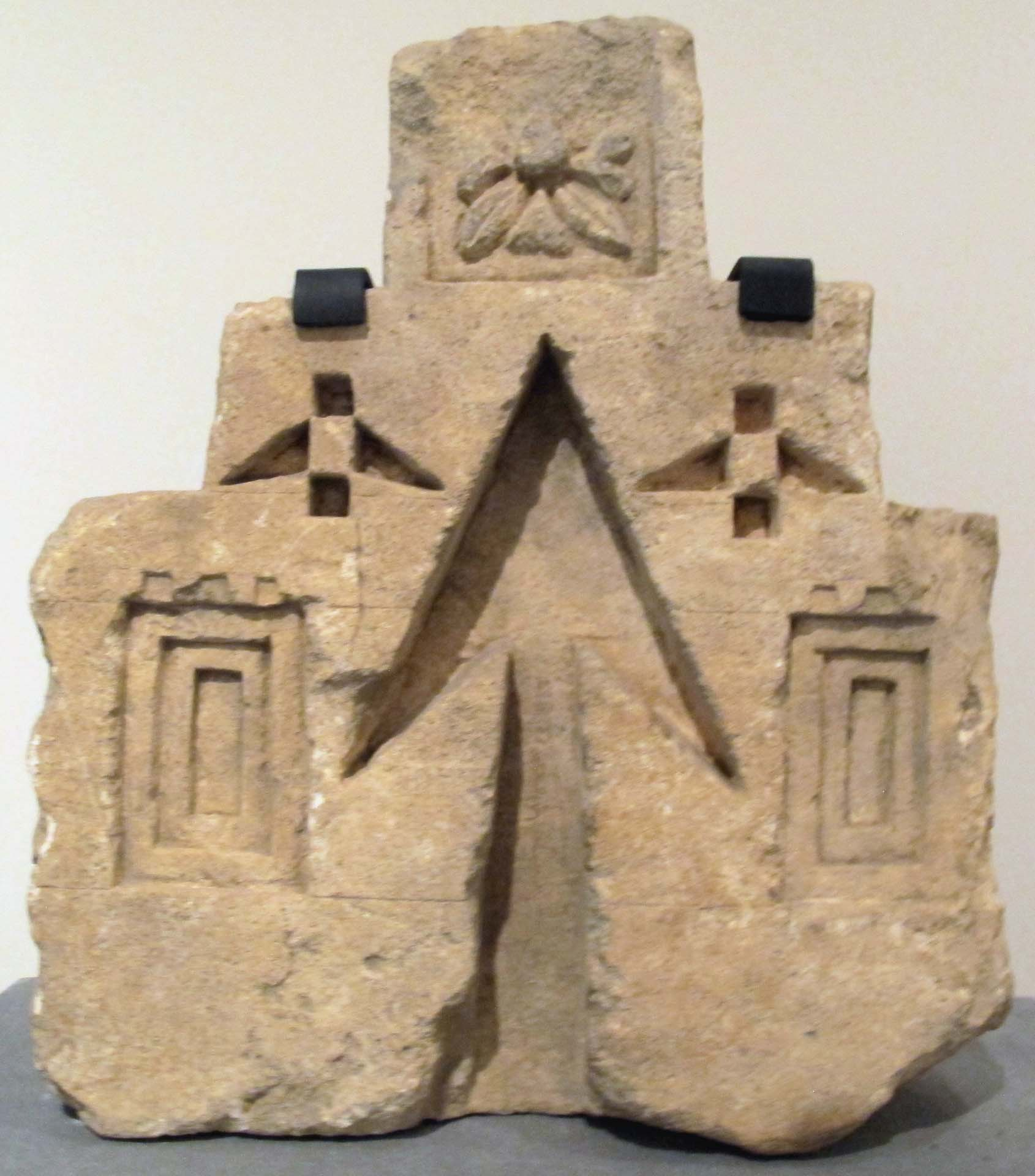
Merlo a forma di freccia
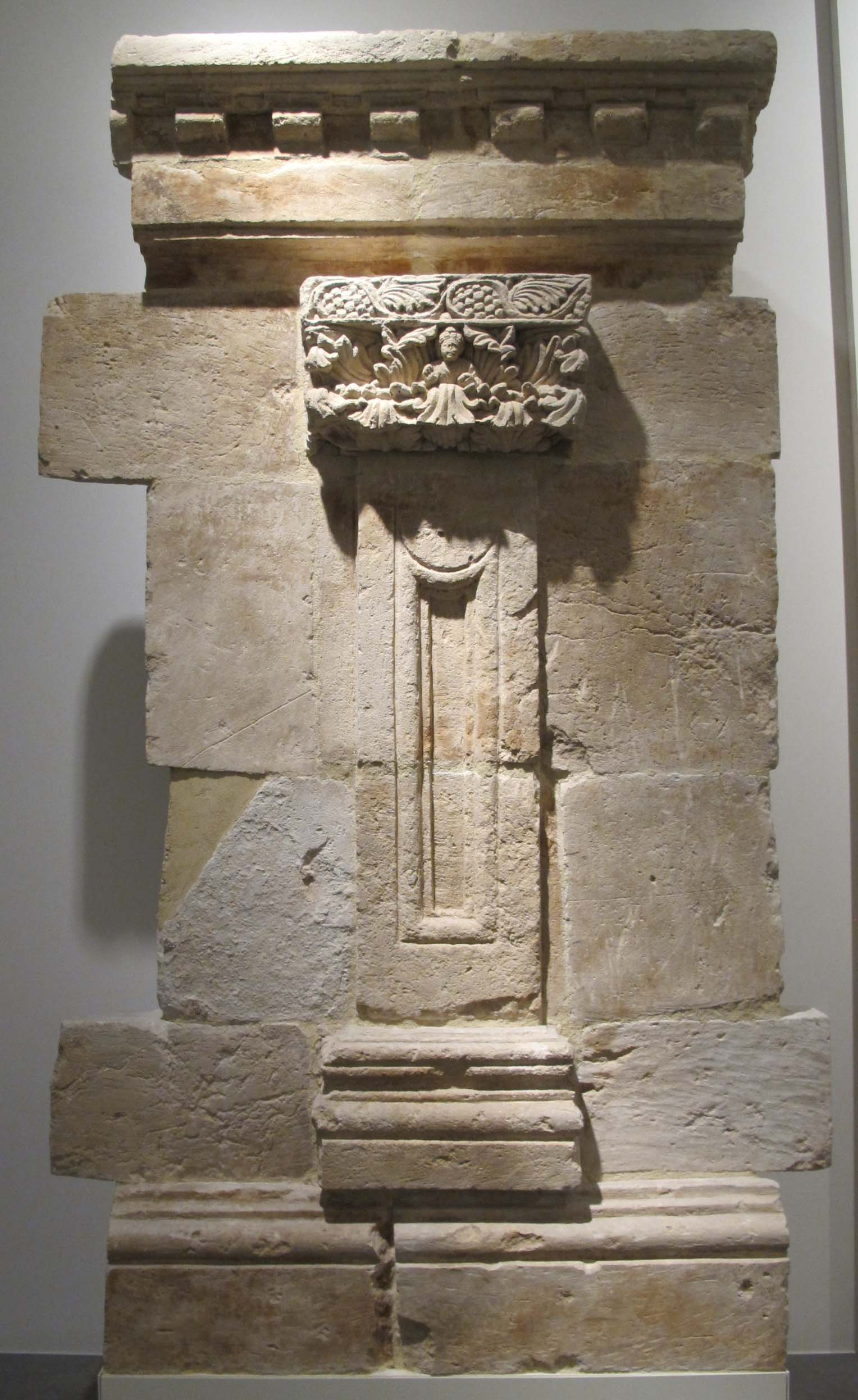
Pilastro decorato
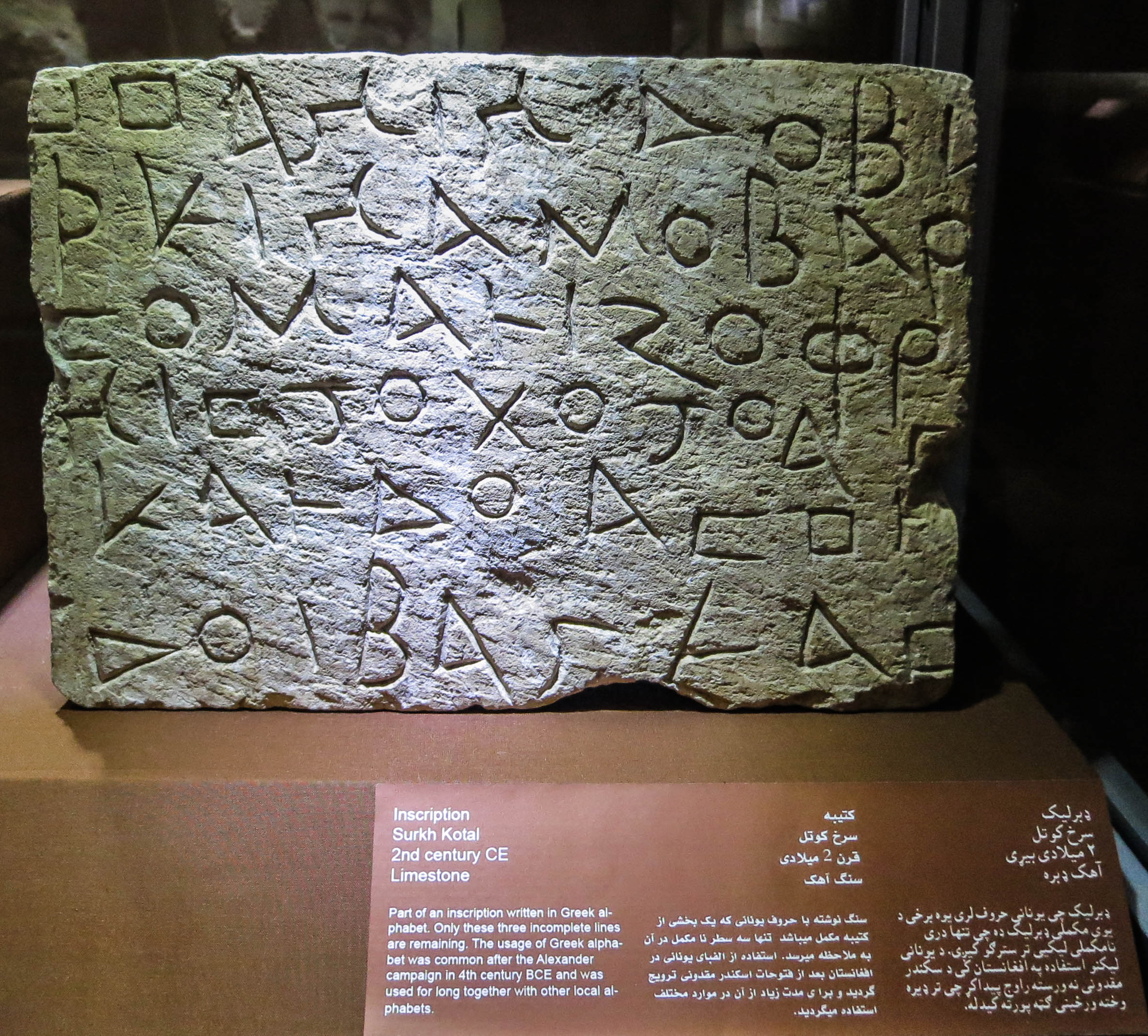
Inscrizione in battriano